# Најза

Најза (каз. Пика, копьё) — је вишецевни бацач ракета, развијен од стране израелске фирме Солтам за потребе казахстанске војске.

## Историја развоја
Вишецевни бацач ракета Најза развијен је 2007. године уз учешће специјалне израелске корпорације “Израелска војна индустрија” производња је усавршена 2008. Године у Петровском заводу тешке машиноградње (АО «ПЗТМ») .
Демонстрацијски узорак ВБР-а је поднет за тестирање 12. механизиране бригаде у мају 2008. године.
ВБР "Најза" усвојила је казахска војска 2008. године. Прве две јединице ове технике су примљене од стране трупа у новембру 2008. године.

Током испитивања откривени су неки конструкцијски недостаци на систему: нарочито је утврђено да је објекат способан да гађа и то са 122 mm ракетним пројектилима и од 220 mm, али не може испалити израелске ЛАР-160 ракете.

## Тактичко техничке карактеристике
Вишецевни бацач ракета Најза је више-калибарни систем и способан је да гађа са више типова пројектила:
- 122-mm «Град»;
- 220-mm «Ураган»;
- 240-m «EXTRA» (Extended Range Artillery tactical-range artillery missile);
- 300-m «Super EXTRA»;
- крилате ракете «Далила» (IMI Delilah)

Даљина гађања (13—180 km) различитих могућности у зависности од типа ракетног пројектила.
Вишецевни бацач ракета Најза је опремљен аутоматским системом за управљање и командовање С2.
Цена једног ВБР-а је око 600.000 америчких долара.
Састав ВБР дивизиона "Најза", поред вишенаменских лансера ракета, укључује и аутоматизовани систем за управљање артиљеријском ватром, машине за транспорт и утовар, аутоматску метео станицу, објекте за дигиталну комуникацију, рачунар, ласерске алате за извиђање, средства за припрему и преношење почетних података за паљбу у аутоматском режиму, сателитским и инерцијалним навигационим системима, као и беспилотним ваздушним возилима.
- БПЛА Hermes-450;
- БПЛА Orbiter;
- БПЛА Сункар.

## Корисници
- Казахстан — 18 система од 2012 год.